# Kevin Ratcliffe
Kevin Ratcliffe (* 12. November 1960 in Mancot) ist ein ehemaliger walisischer Fußballspieler. Der Innenverteidiger nahm als Mannschaftskapitän im Jahr 1985 den Europapokal der Pokalsieger für den FC Everton entgegen und gewann darüber hinaus mit den „Toffees“ zwei englische Meisterschaften und einmal den FA Cup.

## Sportlicher Werdegang

### Vereinslaufbahn
Ratcliffe begann im Jahr 1977 als „Trainee“ in der Jugendabteilung des FC Everton und innerhalb von 18 Monaten unterschrieb er den ersten Profivertrag. Sein Debüt in der „ersten Mannschaft“ gab der Abwehrspieler am 12. März 1980 gegen Manchester United und hielt beim 0:0 sowohl seine Defensive als auch sich selbst im Duell mit Joe Jordan schadlos. Der Weg als Profispieler erwies sich jedoch in den ersten Jahren als steinig und so kam Ratcliffe nur sporadisch zum Zuge – und dann auch häufig auf der von ihm ungeliebten linken Außenverteidigerposition. Nach Meinungsverschiedenheiten mit Howard Kendall schien ein Wechsel zu Ipswich Town im Jahr 1981 bereits nahe, als der damals dort aktive Trainer Bobby Robson großes Interesse signalisierte. Im Jahr darauf entfernte ihn Kendall für ein Heimspiel gegen Birmingham City komplett aus der Mannschaft und dieser bat daraufhin um eine Transferfreigabe. Vor einem möglichen Wechsel gelang es ihm jedoch sukzessive, mit Billy Wright einen Konkurrenten auf der Innenverteidigerposition zu ersetzen.
In technischer Hinsicht gehörte Ratcliffe auch im weiteren Verlauf seiner Karriere nicht zu den besseren Fußballspielern, aber mit einem guten Stellungsspiel, Führungsqualitäten, Stabilität im Defensivverhalten und vor allem einer überdurchschnittlichen Schnelligkeit arbeitete er sich in der Rangordnung rasch nach oben. Mit Mark Higgins stellte er – wie auch später mit Derek Mountfield – das Abwehrzentrum der Toffees und bereits im Dezember 1983 übernahm Ratcliffe das Amt des Mannschaftsführers. Von nun an ging es steil bergauf. Ratcliffe gewann im 1984 mit dem FC Everton den FA Cup. Ein Jahr später folgte für den 24-jährigen Kapitän sowohl die englische Meisterschaft als auch der Sieg im Europapokal der Pokalsieger – den „Dreifacherfolg“ verhinderte Manchester United, das im englischen Pokalfinale mit 1:0 gegen den FC Everton die Oberhand behielt. Weiteren europäischen Ambitionen stand die Sperre für englische Teams infolge der Heysel-Katastrophe entgegen, aber im Jahr 1987 bestätigte Ratcliffe mit seinem zweiten englischen Ligatitel, dass die Toffees zu den besten einheimischen Team in den 1980ern gehörten.
In den verbleibenden Spielzeiten bis 1992 blieben sportliche Höhepunkte Mangelware und aus der „goldenen Elf“ um Ratcliffe wurde zu Beginn des neun Jahrzehnts ein Mittelfeldteam. Ratcliffe kehrte Liverpool im Frühjahr 1992 den Rücken und ließ in drei Jahren beim FC Dundee, Cardiff City, Nottingham Forest, Derby County und zuletzt Chester City seine aktive Laufbahn ausklingen.

### Walisische Nationalmannschaft
Als ehemaliger Schüler-, Jugend- und U-21-Auswahlspieler bestritt Ratcliffe zwischen 1981 und 1993 insgesamt 59 Länderspiele für die walisische A-Nationalmannschaft. Oft führte er die „Dragons“ als Kapitän aufs Feld, aber obwohl Wales in den 1980ern über eine große Anzahl von überdurchschnittlichen Fußballern – darunter Ian Rush, Neville Southall und Mark Hughes – verfügte, blieb eine Teilnahme an einer Europa- oder Weltmeisterschafts-Endrunde stets außer Reichweite.

## Trainerkarriere
Während er noch aktiv Fußball spielte, sammelte Ratcliffe bei Chester City als Assistent von Mike Pejic erste Erfahrungen im Trainergeschäft. Im Sommer 1995 übernahm er die Chefrolle bei dem Viertligisten und arbeitete vier Jahre für die „Blues“, bis Meinungsverschiedenheiten mit dem neuen Eigentümer für ein abruptes Ende des Engagements sorgten. Größte Errungenschaften waren sowohl in der Saison 1996/97 das Erreichen der Play-off-Spiele zum Aufstieg als auch im Jahr darauf das Erreichen eines Mittelfeldrangs trotz gewaltiger finanzieller Probleme und Sparzwänge im Verein.
Nächste Station war ab November 1999 Shrewsbury Town, einem weiteren Klub aus der vierthöchsten englischen Spielklasse. Ratcliffe sicherte seinem neuen Verein am letzten Spieltag der Saison 1999/2000 den Klassenerhalt in der Football League, wohingegen sein Ex-Klub aus Chester gleichzeitig den Ligaverbund verlassen musste. Die Amtszeit in Shrewsbury dauerte knapp vier Jahre und endete mit einer großen Enttäuschung. Mit einer Mannschaft, die im Januar 2003 noch im FA Cup seinen Ex-Verein und Erstligisten aus Everton ausgeschaltet hatte, stiegen die „Shrews“ zu dem Ende der Saison 2002/03 in die Football Conference ab.
Bis zum heutigen Tag trat Ratcliffe bei keinem anderen Profiverein mehr als Cheftrainer in Erscheinung. Stattdessen begann er damit, im Sportressort des Rundfunksenders BBC Wales zu arbeiten.

## Erfolge
- Europapokal der Pokalsieger: 1985
- Englische Meisterschaft: 1985, 1987
- Englischer Pokal: 1984
- Charity Shield: 1984, 1985, 1986 (geteilt), 1987